# Ley de Jarod
La Ley de Jarod (en inglés: Jarod's law) fue redactada en respuesta a la muerte en 2003 de Jarod Bennett de 6 años en la escuela primaria Louisa Wright en Lebanon, Ohio. La ley fue aprobada en 2005, fue derogada en 2009 después de que las regulaciones demostraron ser demasiado costosas para las escuelas.

## El accidente
El 19 de diciembre de 2003 Jarod Bennett asistía a un programa de la Asociación Cristiana de Jóvenes después de clases en la escuela primaria Louisa Wright. Jarod fue golpeado por una mesa de cafetería de 131kg en la cabeza. Jarod murió minutos después en los brazos de su madre.

## La respuesta
La investigación del accidente reveló que se conocía la peligrosidad de las mesas escolares, sin embargo eran usadas a lo largo del estado de todos modos. La Ley de Jarod aprobada 2005 requería más inspecciones de seguridad en las escuelas.

## La derogación
La ley fue derogada en 2009 debido a que se provó que muchas de las regulaciones y requerimientos eran demasiado costosos para la mayoría de distritos escolares.

## Memorial
existe un parque con el nombre de Jarod en honor a este, se localiza próximo a la escuela en donde el falleció.